# 成炳淑
成炳淑（1955年1月20日—），韓國女演員，常見錯譯為成秉淑。

## 演出作品

### 電視劇

#### 2000年代
- 2007年：MBC《文熙》飾演 陳秀子
- 2009年：SBS《原來是美男》飾演 院長修女

#### 2010年代
- 2010年：SBS《檢察官公主》飾演 韓美玉（貞善母）
- 2010年：MBC《Gloria》飾演 宋女士
- 2010年：SBS《秘密花園》飾演 朴奉熙（金祖沅祖母）
- 2012年：TV朝鮮《韓半島》飾演 鄭賢淑（民俊母）
- 2012年：SBS《電視劇帝王》飾演 朴姜子
- 2013年：SBS《結婚的女神》飾演 卞愛慈
- 2013年：SBS《溫暖的一句話》飾演 成修母親
- 2013年：SBS《來自星星的你》飾演 洪銀娥
- 2014年：KBS《Drama Special—我結婚的理由》飾演 尹慧慈
- 2014年：SBS《異鄉人醫生》飾演 清利的母親
- 2014年：KBS《戀愛的發現》飾演 河鎮母
- 2014年：KBS《Drama Special—一起介紹，爸爸》飾演 惠玉
- 2014年：tvN《未生》飾演 克萊的母親
- 2015年：tvN《Super Daddy 烈》飾演 朴美音
- 2015年：SBS《離婚律師戀愛中》飾演 張美和
- 2015年：KBS《Drama Special—鷺梁津站的火車不再鳴聲》飾演 希俊母
- 2016年：KBS《奇蹟時間補時》飾演 單皓母親
- 2016年：KBS《五個孩子》飾演 張順愛
- 2016年：SBS《戲子》
- 2016年：SBS Plus《有夫之婦的誕生》
- 2017年：SBS《被告人》飾演 吳貞熙
- 2017年：SBS《姐姐風采依舊》飾演 德萊母（特別出演）
- 2017年：MBC《訓長吳純南》飾演 崔福熙
- 2017年：KBS《Andante》飾演 金德芬
- 2017年：KBS《只走花路吧》飾演 昭希的奶奶
- 2017年：tvN《付岩洞復仇者們》飾演 白英表的母親
- 2018年：SBS《能先接吻嗎？》飾演 姜金順
- 2018年：JTBC《Life》飾演 具胜孝母親
- 2018年：tvN《頂級巨星柳白》飾演 島上居民
- 2019年：JTBC《Legal High》飾演 吳女士
- 2019年：KBS《僅此一次的愛情》飾演 咸美玉

#### 2020年代
- 2021年：tvN《Voice 4》飾演 高顺礼
- 2021年：MBC《第二任丈夫》飾演 韓國芬/韓英子
- 2021年：JTBC《只一人》飾演 吳倩德
- 2022年：JTBC《綠色媽咪會》飾演 蒑飄的母親
- 2023年：MBC《朝鮮律師》飾演（特別出演）
- 2023年：JTBC《車貞淑醫生》飾演 張海南（特別出演）
- 2023年：Cinema Heaven《Finland Papa》飾演 李宥利的祖母
- 2023年：MBC《Numbers：大廈之林的監視者們》飾演 邕千子
- 2023年：tvN《驅魔麵館2：全面回擊》飾演 申正愛
- 2024年：tvN《背着善宰跑》饰演 郑末子
- 2024年：tvN《是偶然嗎？》飾演 孫景澤的母親（特別出演）
- 2025年：tvN《瑞草洞》飾演 鄭順子（特別出演）

### 電影

#### 2000年代
- 2007年：《李大根一家》飾演 母親
- 2007年：《食客》飾演 振秀母親
- 2008年：《You&You》飾演 瑞英母親
- 2009年：《大浩劫》飾演 東春母親
- 2009年：《愛子》飾演 札嘎其·阿齐美

#### 2010年代
- 2010年：《黃海》飾演 久南母親
- 2012年：《舞后》飾演 正花母親
- 2012年：《朝韓夢之隊》飾演 貞華母親
- 2014年：《Plan Man》飾演 美英
- 2014年：《德水里五兄弟》飾演 母親
- 2015年：《喜馬拉雅》飾演 宇澤母親
- 2016年：《大演员》飾演 丈母
- 2016年：《Luck Key》飾演 利娜母親
- 2017年：《王的偵探事件簿》飾演 大妃（特別出演）
- 2017年：《今天也是女演员》飾演 素利的母親（第2幕）
- 2017年：《兄弟》飾演 順萊（特別出演）
- 2018年：《一級機密》飾演 英佑母親
- 2018年：《美麗人生》飾演 惠子
- 2018年：《七年之夜》飾演 夏榮母親
- 2018年：《德九》飾演 鄭女士
- 2018年：《快乐在一起》飾演 维罗妮卡修女
- 2019年：《最普通的恋爱》飾演 善英母親
- 2019年：《黑錢》飾演 民赫母親

#### 2020年代
- 2021年：《逐夢練習曲》飾演 民秀母親（特別出演）
- 2022年：《超跑斯特拉》飾演 房東（特別出演）
- 2022年：《空氣殺人》飾演 順仁
- 2023年：飾演 紙殼房子主人
- 2024年：《乌有之地》饰演 妍秀
- 2024年：《郊游》（소풍）饰演 英淑（声音出演）
- 2024年：《梦境》饰演 正兰
- 2024年：《遠徵別墅》饰演 朱賢的母親
- 待定：《鄭家牧場》

## 外部連結
- 成炳淑在NAVER上的资料
- 成炳淑在韩国电影数据库（KMDb）上的資料（韓語）
- 成炳淑在互联网电影资料库（IMDb）上的資料（英文）
- 成炳淑在豆瓣上的资料（简体中文）